# Tchaj-wan (provincie)

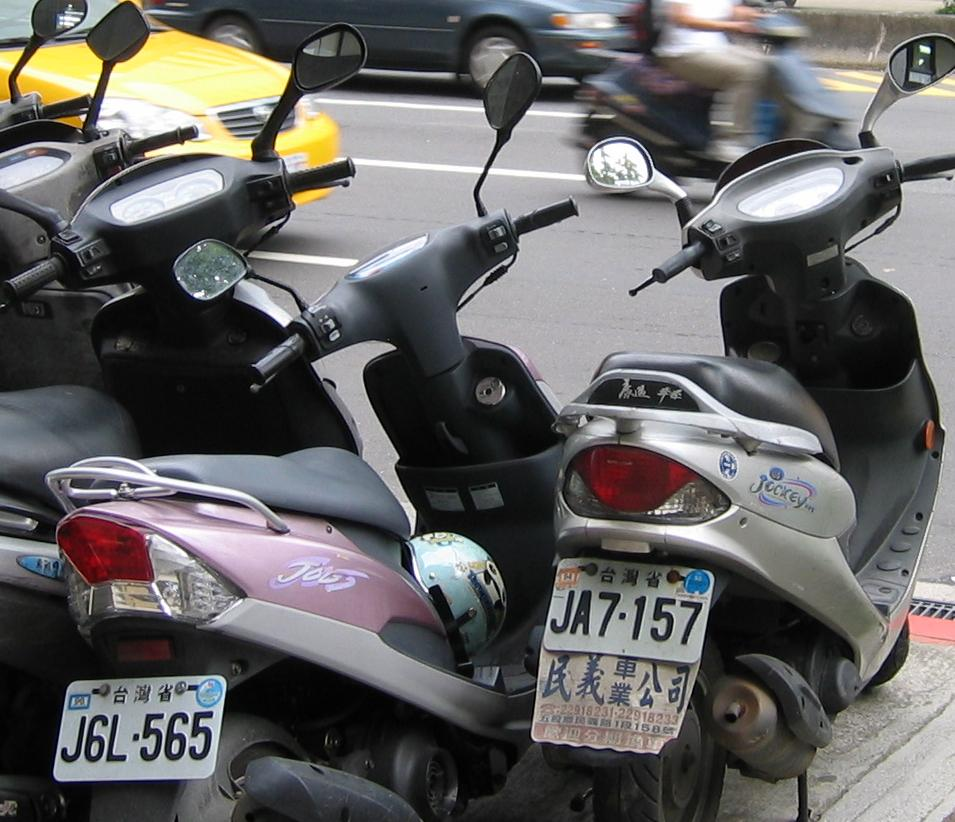
Značná část tchajwanských poznávacích značek obsahuje nápis „Provincie Tchaj-wan“ (台灣省)

Provincie Tchaj-wan (tradiční znaky: 臺灣省 nebo 台灣省; zjednodušené znaky: 台湾省; tongyong pinyin: Táiwan; hanyu pinyin: Táiwān) je bývalá správní jednotka Čínské republiky (Tchaj-wanu). Zahrnovala část ostrova Tchaj-wan bez centrálně spravovaných měst Kao-siung, Nová Tchaj-pej, Tchaj-čung, Tchaj-nan, Tchaj-pej a Tchao-jüan, dále zahrnovala přilehlé ostrůvky a Peskadorské ostrovy (Pcheng-chu). V roce 2018 byla jako správní oblast fakticky zrušena a pravomoci převedeny na Národní rozvojovou komisi, okresy a některá ministerstva. Bývalým správním sídlem bylo město Čung-sing. Území provincie si také nárokuje Čínská lidová republika.

## Historie
Původ správní jednotky lze vystopovat až do 19. století. I navzdory velkým nákladům, které byly potřeba na dobytí ostrova roku 1683, byl Tchaj-wan dlouhou dobu na pozadí čchingských zájmů. Císař Kchang-si se nechal slyšet, že „Tchaj-wan je jen velikosti kuličky, dobýt ho není zisk, přijít o něj není ztráta“ (台灣僅彈丸之地。得之無所加，不得無所損). I přes názory, že by Chanové měli území vysídlit a vrátit se na pevninu, však část ostrova zůstal prefekturou, formálně částí provincie Fu-ťien. Až roku 1885 se ostrov stal separátní provincií, fakticky říše Čching ale ovládala jen západní a severní oblasti. Zbytek (východ, jih a pohoří) byl volně obydlen původním obyvatelstvem.
Tou zůstal až do roku 1895, kdy jako součást šimonosecké mírové smlouvy uznávající porážku Čchingské říše během první čínsko-japonské války připadl Tchaj-wan Japoncům a stal se jejich kolonií.
Tchaj-wan se stal provincií Čínské republiky až o padesát let později, v září 1945, po japonské kapitulaci na konci druhé světové války. V té době nastal velký odliv japonské pracovní síly i inteligence a Čínská republika, aby zabránila kolapsu společnosti, poslala na ostrov značné množství vlastních lidí.
Poté, co byli nacionalisté nuceni ustoupit komunistům, se stala provincie Tchaj-wan téměř jediným územím Čínské republiky. Z politických důvodů se však Kuomintang rozhodl udržet si historickou vazbu k pevnině v podobě okresů Ťin-men a ostrovů Matsu (okres Lien-ťiang), které jsou formálně částí jiné provincie, Fu-ťien.
V současnosti je ovšem „provincie Tchaj-wan“ spíše historický pojem, který je vzhledem k faktické samostatnosti Čínské republiky v mezinárodních vztazích irelevantní.
20. července 2018 došlo ke zmrazení rozpočtu a převedení všech organizací tchajwanské provinční vlády na Národní rozvojovou komisi a další ministerstva tchajwanské vlády. Jako správní jednotka byla provincie tak fakticky zrušena.

## Mocenské spory
Čínská lidová republika, ačkoli ostrov nikdy neměla pod kontrolou, argumentuje, že Tchaj-wan je tradičně čínskou provincií a jelikož právě ČLR reprezentuje celou Čínu, měl by ostrov tedy připadnout komunistické vládě. Citovaná rezoluce však neuvádí, zdali je Tchaj-wan součástí Číny.
Čínská republika naopak používá termín „provincie Tchaj-wan“ pro podtržení jejich historického nároku na celé území Číny. Obzvláště politici KMT si dávají pozor, aby ve svých výrocích nezaměňovali Tchaj-wan a Čínskou republiku a neimplikovali tím, že se území, na které si dělají nárok, redukuje na ostrov samotný.